# Радгосп «Ілліч»
Радгосп «Ілліч» (рос. Совхоз «Ильич») — селище у Лодєйнопольському районі Ленінградської області Російської Федерації.
Населення становить 1 особу. Належить до муніципального утворення Доможировське сільське поселення.

## Історія
Згідно із законом від 20 вересня 2004 року № 63-оз належить до муніципального утворення Доможировське сільське поселення.

## Населення
| 1926 | 1997 | 2007 | 2010 | 2014 |
| ---- | ---- | ---- | ---- | ---- |
| 59   | ↘3   | ↘1   | ↘0   | ↗1   |